# Họ Bồ hòn
Họ Bồ hòn (danh pháp khoa học: Sapindaceae), là một họ thực vật trong bộ Bồ hòn (Sapindales). Họ này có khoảng 140-150 chi và 1.400-2.000 loài.
Chúng là các loại cây thân gỗ, cây bụi, cây thân thảo và dây leo sinh sống trong vùng ôn đới và nhiệt đới trên toàn thế giới. Nhiều loài là các loại "cây tiết sữa", tức là chúng chứa nhựa cây giống sữa, và nhiều loài chứa các saponin có độ độc tính vừa phải (các ancaloit với tính chất nhờn như xà phòng) trong lá hoặc trong hạt.
Lá của chúng mọc cách xoắn (trong các chi Acer, Aesculus và một số chi khác) hoặc mọc đối, mọc chụm ba; thông thường không có lá kèm, và chủ yếu là lá kép lông chim 1 lần hay nhiều lần, nhiều khi là lá kép chân vịt (Acer), kép chân vịt có phiến chét xẻ thùy sâu (Billia, Aesculus).
Các hoa nhỏ đơn tính hay đơn tính vô sinh. Trong trường hợp này, hoa cái có các nhị hoa vô sinh. Hoa mọc thành cụm hình xim (ít khi là hoa đơn độc), thường kèm theo lá bắc. Các hoa cái chủ yếu ở gốc của cụm hoa còn hoa đực ở trên đỉnh cụm. Có 5 đài hoa (đôi khi 4), rời hoặc hợp. Số lượng cánh hoa là 5 (đôi khi là 4 hoặc không cánh), thường là rời, cũng có khi là hợp gốc. Thường có 8 nhị hoa, được phân bổ thành hai vòng, mỗi vòng 4 nhị, nhưng số lượng nhị cũng có thể là từ 4 đến 10 hoặc nhiều hơn. Các chỉ nhị thường có lông tơ.
Quả là loại có cùi hoặc khô, nứt ra hoặc không; phôi nhờn hoặc có tinh bột, không có nội nhũ. Quả có thể là loại quả nang, quả hạch, quả hạt, quả mọng, quả nứt hay quả cánh. Các hạt có vỏ hạt. Phôi mầm uốn cong hay cuộn xoắn.
Các chi chủ yếu ở vùng ôn đới trước đây nằm trong các họ riêng Aceraceae (các chi Acer, Dipteronia) và Hippocastanaceae (các chi Aesculus, Billia, Handeliodendron) đã được APG đưa vào trong họ Sapindaceae. Cả hai họ này đều là các nhóm cơ bản, mỗi họ này đều là đơn ngành, và chúng có thể coi như là các họ nhỏ riêng rẽ. Do phong cách của APG là ưa thích các họ lớn khi có khả năng nên sự lựa chọn ưa thích ở đây là định nghĩa rộng lớn hơn cho họ Sapindaceae. Một số nghiên cứu gần đây đã xác nhận việc gộp các chi này vào họ Sapindaceae.
Sapindaceae bao gồm nhiều loài hoa quả nhiệt đới có giá trị kinh tế, bao gồm vải, guarana, nhãn, chôm chôm, mamoncillo và akee.

## Các loài quan trọng
- Tam phỏng hay Tầm phỏng (Cardiospermum halicacabum L.). Toàn cây dùng làm thuốc chữa cảm lạnh và cảm sốt, viêm thận phù thũng, viêm đường tiết niệu, đái tháo đường, ho gà, tê thấp; dùng ngoài trị đòn ngã tổn thương, viêm mủ da, eczema, ghẻ ngứa.
- Nhãn (Dimocarpus longan Lour. hay Euphoria longan (Lour.) Steud.). Áo hạt sấy khô gọi là long nhãn, dùng làm thuốc chữa trí nhớ suy giảm hay quên, thần kinh suy nhược, tâm thần mệt mỏi hồi hộp, hoảng hốt, gan tỳ hoạt động kém, huyết hư.
- Vải (Litchi chinensis Radlk.). Áo hạt dùng chữa khát nước, nấc cụt, đau dạ dày. Hạt dùng chữa đau dạ dày, đau ruột non, đau tinh hoàn. Rễ dùng trị đầy bụng, di tinh, đau họng. Lá dùng trị loét trong tai. Vỏ quả dùng trị lỵ, băng huyết và mẩn ngứa.
- Chôm chôm (Nephelium lappaceum L.). Quả xanh và vỏ quả dùng trị tiêu chảy, kiết lỵ, sốt rét. Rễ dùng làm thuốc hạ sốt.

## Phân loại
Sapindaceae có quan hệ họ hàng gần với Rutaceae, và cả hai thường được đặt trong bộ Sapindales hay Rutales, phụ thuộc vào việc chúng có được tách riêng hay không và tên gọi nào được sử dụng để chỉ bộ này. Thành viên cơ sở nhất của họ này dường như là chi Xanthoceras. Một số tác giả duy trì một phần hay toàn bộ các thành viên của họ Hippocastanaceae và Aceraceae như là các họ độc lập, nhưng điều này gây ra tính cận ngành cho phần còn lại của họ Sapindaceae. Họ cũ Ptaeroxylaceae, hiện nay đặt trong Rutaceae, đôi khi từng được đặt trong họ Sapindaceae. Họ được chia thành 5 hoặc 6 phân họ, tùy theo cách xử lý.

## Một số chi quan trọng

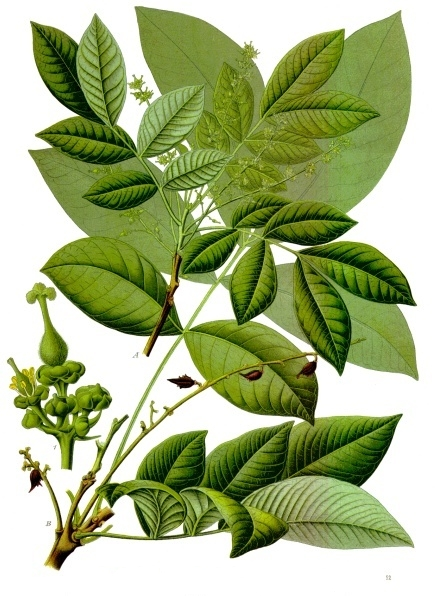
Schleichera oleosa

- Acer - cây thích, cây túc, cây phong
- Aphania - anh đào Senegal
- Aesculus - cây mắt nai, kẹn hay dẻ ngựa
- Blighia - akee
- Cardiospermum - đảo địa linh
- Dimocarpus - nhãn
- Koelreuteria - cây loan hay cây đăng lung (cây lồng đèn)
- Litchi - vải
- Melicoccus - mamoncillo
- Nephelium - chôm chôm, kapulasan
- Paullinia - guarana (ca cao Brasil) và yoco
- Sapindus - bồ hòn
- Talisia - pitomba
- Ungnadia - cây mắt nai Mexico

## Các chi
| - Acer - Aesculus - Alectryon - Allophylus - Allosanthus - Amesiodendron - Aporrhiza - Arfeuillea - Arytera - Atalaya - Athyana - Averrhoidium - Beguea - Billia - Bizonula - Blighia - Blighiopsis - Blomia - Bridgesia - Camptolepis - Cardiospermum - Castanospora - Chonopetalum - Chouxia - Chytranthus - Conchopetalum - Cossinia - Cubilia - Cupania - Cupaniopsis - Deinbollia - Delavaya - Diatenopteryx - Dictyoneura - Dilodendron | - Dimocarpus - Diploglottis - Diplokelepa - Diplopeltis - Dipteronia - Distichostemon - Dodonaea - Doratoxylon - Elattostachys - Eriocoelum - Erythrophysa - Euchorium - Euphorianthus - Eurycorymbus - Exothea - Filicium - Ganophyllum - Glenniea - Gloeocarpus - Gongrodiscus - Gongrospermum - Guindilia - Guioa - Handeliodendron - Haplocoelum - Harpullia - Hippobromus - Hornea - Houssayanthus - Hypelate - Hypseloderma - Jagera - Koelreuteria - Laccodiscus - Lecaniodiscus | - Lepiderema - Lepidopetalum - Lepisanthes - Litchi - Llagunoa - Lophostigma - Loxodiscus - Lychnodiscus - Macphersonia - Magonia - Majidea - Matayba - Melicoccus - Mischocarpus - Molinaea - Negundo - Neotina - Nephelium - Otonephelium - Pancovia - Pappea - Paranephelium - Paullinia - Pavieasia - Pentascyphus - Phyllotrichum - Placodiscus - Plagioscyphus - Podonephelium - Pometia - Porocystis - Pseudima - Pseudopancovia - Pseudopteris - Radlkofera | - Rhysotoechia - Sapindus - Sarcopteryx - Sarcotoechia - Schleichera - Scyphonychium - Serjania - Sinoradlkofera - Sisyrolepis - Smelophyllum - Stadmania - Stocksia - Storthocalyx - Synima - Talisia - Thinouia - Thouinia - Thouinidium - Tina - Tinopsis - Toechima - Toulicia - Trigonachras - Tripterodendron - Tristira - Tristiropsis - Tsingya - Ungnadia - Urvillea - Vouarana - Xanthoceras - Xeropspermum - Zanha - Zollingeria |

Lưu ý: Một vài chi trong danh sách này (ví dụ Negundo) được nhiều nhà thực vật học coi là từ đồng nghĩa của các chi khác

## Thư viện ảnh

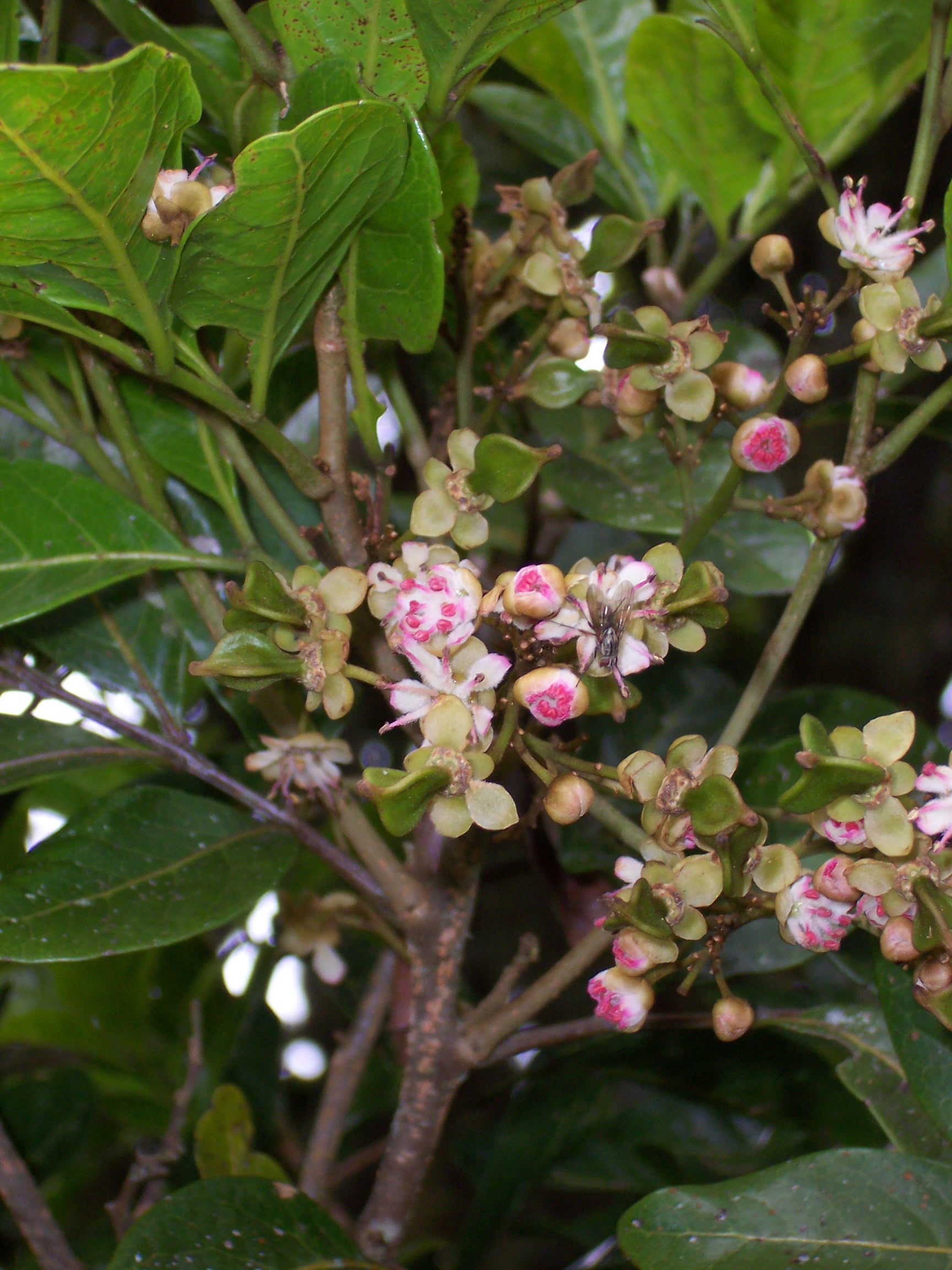
Molinaea alternifolia.
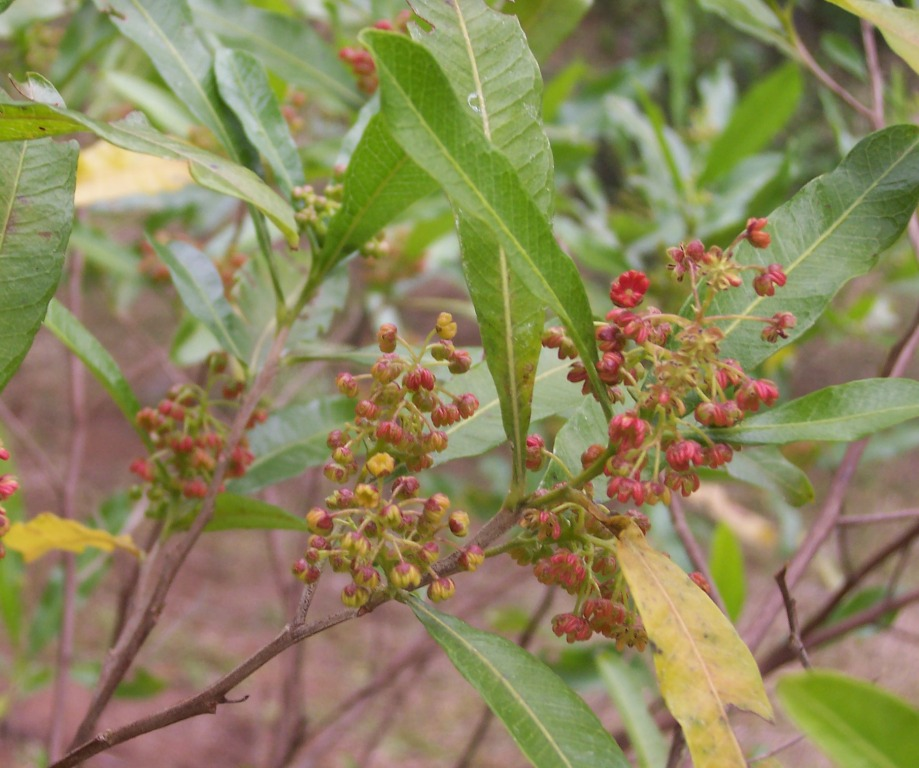
Dodonaea viscosa.